# أوجين تشارتير
أوجين تشارتير هو موزع كندي، ولد في 1893 في مونتريال في كندا، وتوفي في 1 نوفمبر 1963 في بيكونسفيلد في كندا.